# Blaesoxipha cigana
Blaesoxipha cigana är en tvåvingeart som först beskrevs av Guilherme A.M.Lopes 1976.  Blaesoxipha cigana ingår i släktet Blaesoxipha och familjen köttflugor. Inga underarter finns listade i Catalogue of Life.